# 문경 도천사지 삼층석탑
문경 도천사지 삼층석탑(聞慶 道川寺址 三層石塔)은 현재 대한민국 김천시 직지사 비로전 앞에 서 있는 3층석탑이다. 1976년 11월 30일 대한민국 보물 제607호로 지정되었다.
전체 높이는 8.1m, 탑 높이는 5.3m이다. 원래 문경시 산북면 서중리 뒷산에 있었던 도천사 유허지에 파손, 산재한 것을 이곳으로 옮겼다. 상륜부는 없어져 1980년 전문가의 고증을 거쳐 복원했다. 탑의 규모가 크고 전체적으로 조형미가 우수한 작품으로 도천사지 동서삼층석탑과 수법이 같으며 한 사람이 조성한 것으로 보인다. 상세한 유래는 알 수 없으나 도선국사가 도천사를 창건할 때에 조성한 것으로 전해지고 있다.

## 개요
직지사 비로전 앞에 세워져 있는 3층 석탑이다. 1974년 대웅전 앞 3층석탑 2기(보물 제606호 문경 도천사지 동ㆍ서 삼층석탑)와 함께 경상북도 문경 웅창마을 북방 금강가의 옛 도천사터에서 옮겨온 것으로, 1단의 기단(基壇)위에 3층의 탑신(塔身)을 올리고 있다.
바닥돌은 넓적하게 짜여져 있으며, 그 위로 여러 장의 석재를 조성한 2단의 높직한 괴임을 두어 기단을 받치고 있다. 기단은 몇 개의 널돌로 구성되었으며 각 면의 모서리와 가운데에 기둥 모양의 조각을 두었다. 탑신은 몸돌과 지붕돌이 각각 한 돌로 이루어져 있고, 몸돌에는 모서리마다 뚜렷한 기둥 모양의 조각이 있다. 지붕돌은 얇고 평평한 편으로 밑면의 받침을 5단씩 두었고, 날카롭게 들린 네 귀퉁이로 인해 경쾌함이 느껴진다.
탑신의 1층 몸돌이 2·3층에 비해 매우 높으나, 전체적으로 비례가 적절한 세련된 모습으로, 9세기 통일신라 후기의 특징을 잘 보여주고 있는 뛰어난 작품이다.

## 같이 보기
- 문경 도천사지 동·서 삼층석탑 - 보물 제606호

## 참고 자료
- 문경 도천사지 삼층석탑 - 국가유산청 국가유산포털